# Міжнародна школа Святого Юра в Швейцарії
Міжнародна школа Святого Юра́ в Швейцарії — приватна міжнародна школа, яка є членом Ради міжнародних шкіл (англ. Council of International Schools — «CIS») та Європейської Ради міжнародних шкіл, (англ. European Council of International Schools — «ECIS»). Школа розташовується на східному березі Женевського озера у курортній приміській зоні Кларан міста Монтре.

## Коротка історія
Школу було засновано як традиційну англійську школу Святого Юра́ в 1927 році двома молодими випускницями Оксфордського університету, Лорною Саутвелл і Оситою Поттс. Школа повинна була забезпечити домашнім теплом і затишком дітей іноземців, розкиданих Першою світовою війною і, разом із тим, надати їм ґрунтовні знання, виховати здатність співпереживання, а також, прищепити прагнення до мирного життя і до прекрасного. Девіз школи закликає її учнів підняти свої очі і роздивитися усе найпрекрасніше в собі, у ближніх і в навколишньому світі.
З часом школа із британської стала міжнародною. 4 квітня 2006 було успішно завершено процедуру акредитації школи та її освітньої програми повної загальної середньої освіти — «Diploma Programme» міжнародною некомерційною приватною освітньою фундацією International Baccalaureate, і вже у липні 2008 перші випускники отримали ib-дипломи.
У 2011 школа була акредитована Cambridge International Examinations, яка є частиною Департаменту «Cambridge Assessment» Кембриджського університету, що надало школі право видавати Загальний міжнародний сертифікат середньої освіти, (англ. International General Certificate of Secondary Education  — «IGCSE») Загальний міжнародний сертифікат середньої освіти визнається у Сполученому Королівстві та у багатьох державах світу.
У цьому ж році школу акредитувала Комісія міжнародної освіти (англ. Commission on International Education — «CIS») незалежної добровільної некомерційної організації — Асоціації шкіл та коледжів Нової Англії, (англ. New England Association of Schools and Colleges — «NEASC») Акредитація визнається Міністерством освіти США, що надає можливість випускника продовжувати освіту в кращих навчальних закладах Північної Америки.

## Опис навчального закладу
Кампус школи розташовується на узвишші помереженого садами пагорба, який терасами опускається до Женевського озера. Безпосередньо під кампусом проходить залізниця SBB-CFF-FFS, яка прямує через Монтре до Лозанни і далі, огинаючи Женевське озеро. Шкільні тенісні корти розташовані безпосередньо над залізничним тунелем. Площа кампусу становить 45 000 квадратних метрів, де розташувалися основний корпус і відремонтовані і реставровані старі будівлі та шале, у яких розташовуються як навчальні, так і допоміжні приміщення. Школа має сучасну спортивну залу, тенісні корти, баскетбольні та ігрові майданчики, де за необхідності організовують невеликі футбольні поля. Є невеликий відкритий плавальний басейн.
Школа забезпечує як денну форму навчання, так і інтернатну. Для дітей інтернату, які не можуть відвідати свої родини під час канікул, організовують екскурсійні поїздки як у Монтре і до навколишніх об'єктів, так і по Європі чи за її межі, роблячи акцент на тематиці подорожей, що пов'язані із шкільною програмою з історії, географії, культури, фізичного виховання та спорту.
У школі навчають та виховують дітей віком від двох з половиною років до вісімнадцяти, які розбиті на вікові категорії згідно із шкільними рівнями. Відповідно до цих рівнів школу поділено на три департаменти:
- Школа раннього навчання (англ. Early Learning School)
- Початкова школа (англ. Unior School)
- Старша школа (англ. Senior School)

| Вік учнів:     | Роки навчання | Рівень школи                         | Класи (роки навчання)                       | Освітній рівень                                        |
| -------------- | ------------- | ------------------------------------ | ------------------------------------------- | ------------------------------------------------------ |
| Від 18 місяців | До 3 років    | Школа раннього навчання              | Ясельна група                               | Психологічна та фізична підготовка до процесу навчання |
| 3 — 11         | 1 — 6         | Початкова школа (англ. Unior School) | Молодші початкові класи (1 — 3)             | Початкова двомовна освіта, Стадія 1                    |
| 3 — 11         | 1 — 6         | Початкова школа (англ. Unior School) | Старші початкові класи (4 — 6)              | Початкова двомовна освіта, Стадія 2                    |
| 12 — 18        | 7 — 13        | Старша школа (англ. Senior School)   | Середні класи (7 — 9) (англ. Middle School) |                                                        |
| 12 — 18        | 7 — 13        | Старша школа (англ. Senior School)   | Старші класи (9 — 11)                       | Загальний міжнародний сертифікат середньої освіти      |
| 12 — 18        | 7 — 13        | Старша школа (англ. Senior School)   | Старші класи (11)                           | Переддиплом Міжнародного бакалаврату                   |
| 12 — 18        | 7 — 13        | Старша школа (англ. Senior School)   | Випускні класи (12 — 13)                    | Диплом Міжнародного бакалаврату                        |
| 12 — 18        | 7 — 13        | Старша школа (англ. Senior School)   | Випускні класи (12 — 13)                    | Диплом за програмою вищої школи                        |

Учні школи поділені на чотири «Доми» (дружини), які названо на честь чотирьох богинь грецької і римської міфології:
- Аталанта (червоні);
- Діана (жовті);
- Мінерва (сині);
- Веста (зелені).

Приймаючи кожного нового учня чи ученицю, їх зараховують до того чи іншого «дому». Кожен Дім організовано на основі учнівського самоврядування із капітаном та його помічниками за підтримки, допомоги, опіки та під наглядом вихователя. Між дружинами підтримується здоровий дух суперництва і конкуренції у результатах навчального процесу та шкільного життя, у здобутках в спорті, мистецтві та у цікавих шкільних заходах.

## Освітні програми
Після закінчення навчання в класах середньої школи (англ. Middle School) та старшої школи (англ. Senior School) учні здобувають Загальний міжнародний сертифікат середньої освіти, який можна порівняти із українським атестатом про базову середню освіту. Завдяки акредитації Cambridge International Examinations, цей сертифікат визнається у Сполученому Королівстві Великої Британії та Ірландії. Із врахуванням акредитації Асоціації шкіл та коледжів Нової Англії, сертифікат також визнається в Північній Америці та у ряді інших держав світу.
Учні, які планують після закінчення навчання в класах середньої (англ. Middle School) та старшої школи (англ. Senior School) продовжити навчання у випускних класах за програмою для здобуття диплома Міжнародного бакалаврату (англ. «IB Diploma Programme»), мають можливість на 11-му році навчання здобувати так званий «Переддиплом Міжнародного бакалаврату», який являє собою сертифікат про зараховані кредити, передбачені для першого року навчання за цією програмою, з тим, щоб завершити програму протягом 12 та 13 років навчання у випускних класах.
У випускних класах школи учні мають можливість здобувати дипломи про вищу освіту (можна порівняти із українським аттестатом зрілості):
- Диплом Міжнародного бакалаврату (англ. «IB Diploma Programme»).
- Диплом за програмою вищої школи (англ. « High School Diploma programme (HSDP)»).

Дипломи про повну загальну середню освіту (англ. The IB diploma) надають можливість здобувати вищу освіту та приймаються і визнаються більше, ніж 2 337 університетами у 90 державах світу. Кожен університет має власну політику до зарахування студентів, які здобули IB-диплом, наприклад: Оксфордський університет вимагає 38 балів із 45 можливих. Гарвардський університет, окрім високих балів, вимагає результати стандартизованого тестування SAT, у той час, як Університет Окленда  — лише 29 балів.
Дипломи за програмою вищої школи (англ. HSDP) надають можливість здобувати вищу освіту та приймаються і визнаються університетами Північної Америки та багатьох інших держав світу.

## Галерея

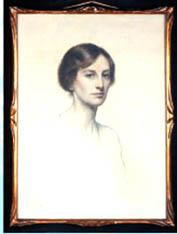
Лорна Саутвелл, засновниця
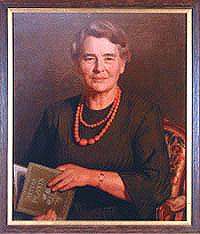
Осита Поттс, засновниця
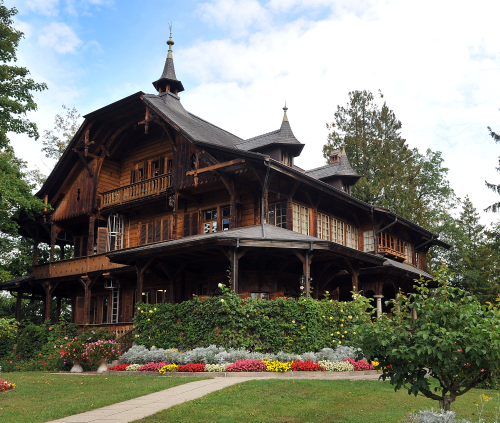
Шале – початкова школа
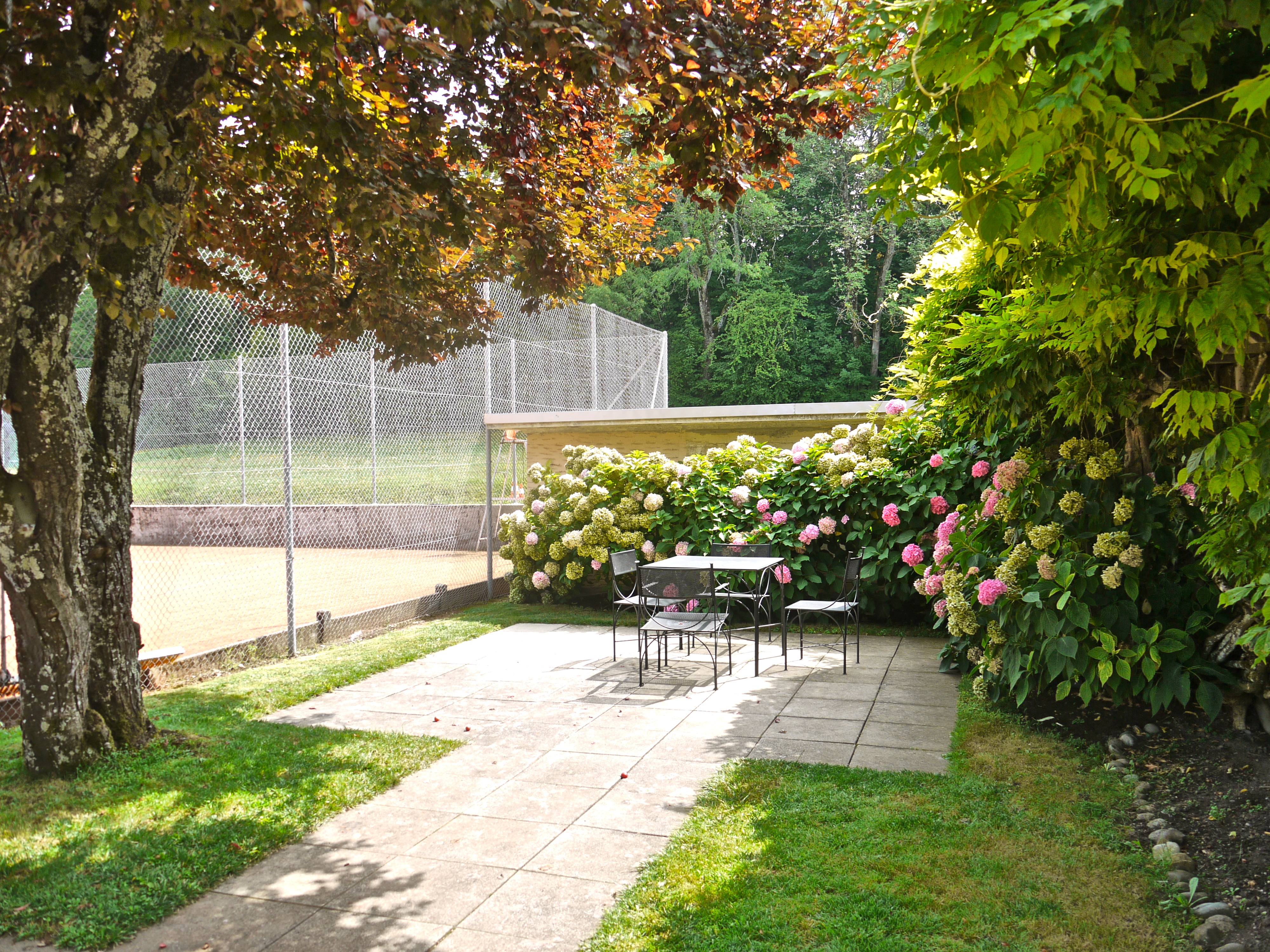
Територія школи Св. Юра́

## Відомі учні
| Фото | Прізвище                              | Опис |
|      | Елізабет Шарлотта Марі Ріверс-Балкелі | Біржовий брокер, триразова чемпіонка Австрії з катання на ковзанах |
|      | Христина Онассіс                      | Бізнес-леді, донька Аристотеля Онассіса |
|      | Гленн Клоуз                           | Американська акторка, співачка театру, кіно і телебачення, лауреат трьох телевізійних премій «Еммі», двох «Золотих глобусів», трьох «Тоні», а також номінант на премію «Оскар» |
|      | Ізабель Нобоа Понтон                  | Еквадорська бізнес-леді, засновниця одного із найбільш відомих у Еквадорі консорціуму «Nobis»                                                                                  |
|      | Богдан Марченко                       | Син української телеведучої Оксани Марченко від першого шлюбу |